# Orosh

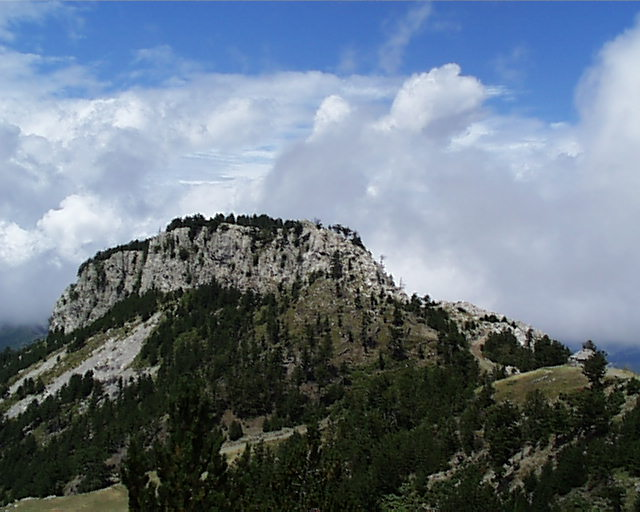
Malet e Shenjtit – Berglandschaft bei Orosh

Orosh (albanisch auch Oroshi) ist ein Dorf und eine ehemalige Abtei in Albanien in der Gemeinde Mirdita. Orosh liegt im gebirgigen Nordalbanien im Tal des Fan i Vogël. 
Bis zum Sommer 2015 war Orosh auch der Name einer Gemeinde, die heute eine Njësia administrative innerhalb der Bashkia Mirdita bildet. 

## Geographie
Zur Njësia administrative respektive der ehemaligen Gemeinde zählen 16 Dörfer. Dazu gehörten der Hauptort Reps und Blinisht im Tal des Fan sowie diverse andere Dörfer wie Mashterkor und das berüchtigte Gefängnis Spaç, in dessen Minen während der kommunistischen Herrschaft Tausende von politischen Gefangenen unter menschenunwürdigen Bedingungen gefangen gehalten wurden, schwerste Arbeit leisten mussten und dabei oft auch den Tod fanden. Das kleine Städtchen Reps ist entstanden, als in der Gegend mit dem Abbau von Kupfer begonnen wurde. Die Gemeinde hatte eine Fläche von 135 Quadratkilometer und 900 Einwohner (Vokszähung 2023), wobei rund ein Drittel der Familien in Reps wohnt. Das sind weniger als halb so viele Einwohner als noch im Jahr 2011, als 1899 Personen erfasst wurden (2011). Der Bevölkerungsschwund ist typisch für strukturschwache Regionen des Landes, aber doch sehr stark.
Das historische Zentrum, das der heutigen Gemeinde den Namen gab, trägt heute den offiziellen Grykë-Orosh. Das kleine Dorf liegt abgelegen und unzugänglich in den Bergen Nordalbaniens in einem Seitental des Fan i Vogël an der nordwestlichen Flanke des Gebirgszugs Malet e Shenjtit unterhalb der 1413 m ü. A. hohen Spitze Maja e Guri i Çikit auf rund 600 bis 700 Meter. 

## Geschichte des Ortes und der Abtei

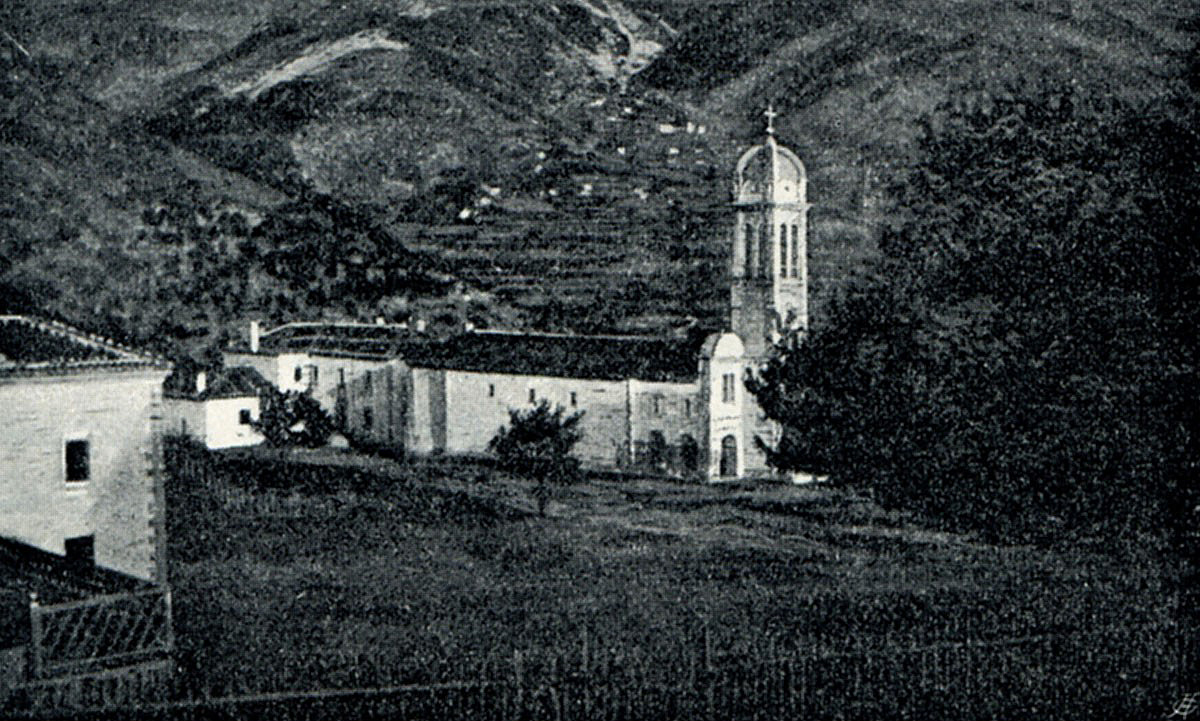
Die Kirche von Orosh im Jahr 1903

Orosh war einst das Zentrum des gesellschaftlichen und spirituellen Lebens der nordalbanischen Stämme und faktischer Hauptort der Mirdita. In Orosh trafen sich einerseits die Familienoberhäupter der Mirditen zum Ältestenrat, einer Art Landsgemeinde respektive Thing. Von großer Bedeutung war andererseits das Alexanderkloster (albanisch: Shën Llezhdër). Die erste schriftliche Nachricht über das bedeutende, von Benediktinern gegründete Kloster (Abtei Shën Llezhri i Oroshit) – gemäß anderer Ansicht eine Basilianerabtei – stammt aus dem Jahr 1313. Wahrscheinlich ist es aber viel älter. Die an die Franziskaner übergegangene Abtei war zur Türkenzeit von geringem Einfluss. Bartl bezeichnete die Äbte als bessere Dorfpfarrer. An Weihnachten 1888 erhob Papst Leo XIII. Orosh zur Gefreiten Abtei (lat. Abbatia Sancti Alexandri di Orosci; ital. Sant’ Alessandro di Orosci) mit direkter Unterstellung (Exemtion) unter den Heiligen Stuhl. Fünf Kirchgemeinden der Mirdita, die zuvor zum Bistum Lezha gehört hatten, wurden ihr zugeschlagen. Bis 1894 kamen noch sieben weitere hinzu, so dass die Abtei das ganze Gebiet der Mirdita umfasste.
Die unter dem ersten Gefreiten Abt Preng Doçi (1888–1919) erneuerte und ausgebaute Klosteranlage war mit ihrer Bibliothek ein Zentrum auch der Bildung und der albanischen Nationalbewegung Rilindja. Die im 19. Jahrhundert hier eröffnete Schule war eine der ersten katholischen Schulen des Landes. Aus dem Gebiet der Abtei ist 1996 das heutige Bistum Rrëshen hervorgegangen. Noch heute sind die meisten Bewohner der Region katholisch.

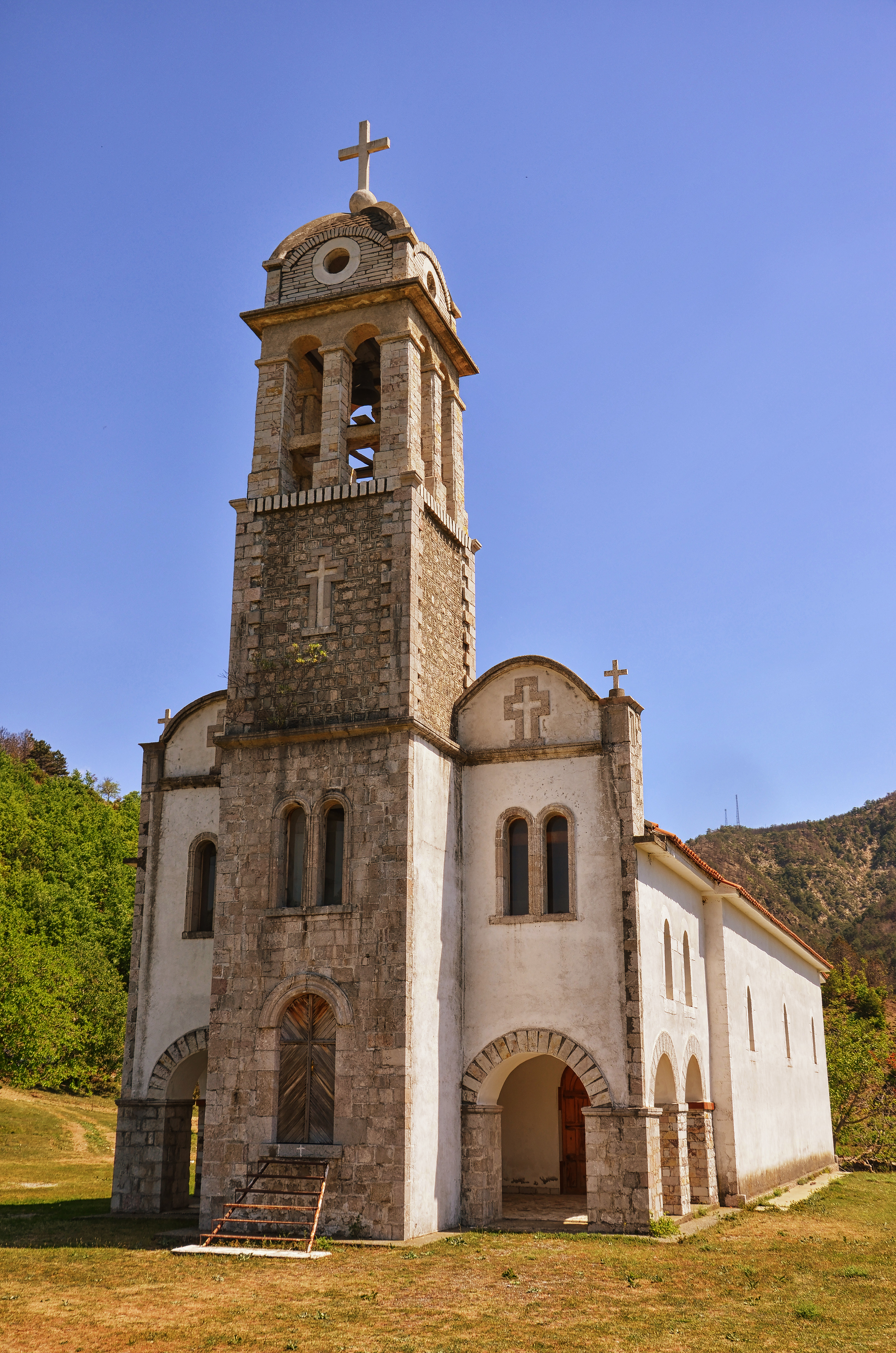
Neue Kirche in Orosh

Obwohl die Nordalbaner keine zentrale Herrschaft anerkannten, gab es auch eine Art weltliche Autorität in Orosh. Der Kapedan („Kapitän“), der jeweils vom Oberhaupt der Familie Gjonmarku gestellt wurde, war Anführer der Mirditen und letzte Instanz in Entscheidungen und Streitfragen. Die Rechte der privilegierten Familie und die Rolle des Kapedan waren im Kanun genau umschrieben. Jeder Mirdite, der jemanden tötete (siehe Blutrache), musste den Gjonmarku eine Abgabe zahlen. Sogar die Osmanen, unter denen die Mirditen stark litten, anerkannten die Vorrangstellung der Gjonmarku. Diese urtümlichen Rituale und das Haus Gjonmarku sind Gegenstand von Ismail Kadares Roman Der zerrissene April („Prilli i thyer“; Fischer, Frankfurt/M. 2005, ISBN 3-596-15761-7).
Vom Haus der Gjonmarku sind nur noch Ruinen übrig. Die Kommunisten haben es nach dem Zweiten Weltkrieg zerstört. Die Kirche des Ortes stammt aus dem 16. Jahrhundert und wurde wiederholt von den Osmanen und 1967 von den Kommunisten zerstört. Sie wurde nach der Wende von 1990 wiederaufgebaut.
2016 und 2017 wüteten schwere Feuer rund um das Dorf.

## Situation heute

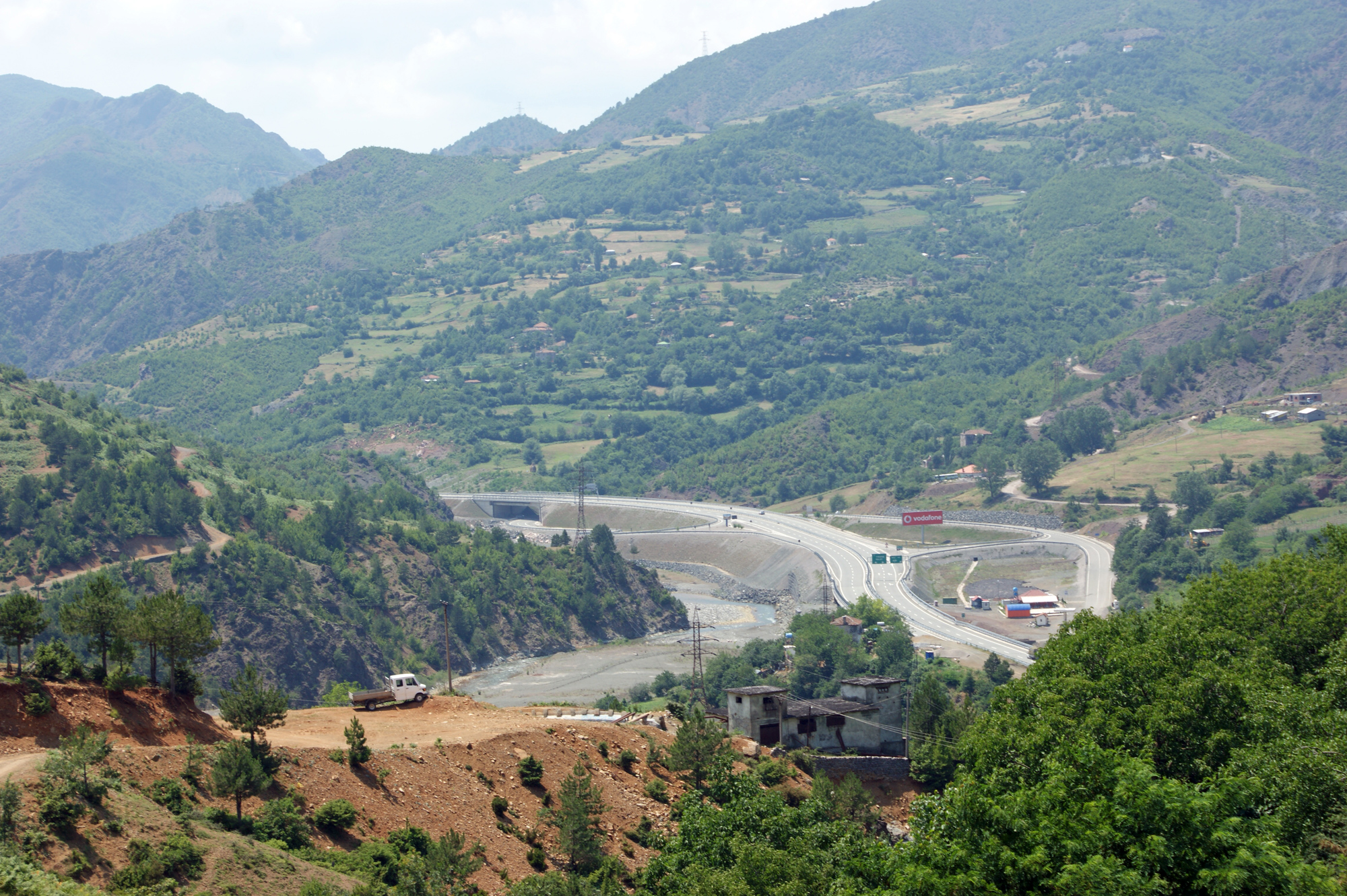
Fan-Tal bei Reps mit neuer Autobahn

Lange war das Gebiet der Gemeinde nur schwer zugänglich. Auch heute ist das Dorf Orosh nur über eine schlechte, unasphaltierte Straße zu erreichen. Im Juni 2009 wurde jedoch die neue Autobahn A1 von Durrës und Milot nach Kukës und Kosovo eröffnet, die durch das Tal des Fan i Vogël führt. Zahlreiche Kunstbauten wurden hierfür erstellt. Reps wurde zu einem Stützpunkt der Baufirmen. Die Menschen im Tal des Fan i Vogël erhoffen sich davon einen wirtschaftlichen Aufschwung.
Die Verwaltung des Kreises Mirdita respektive Heute der Gemeinde Mirdita arbeitet auch an Projekten, den Tourismus bei Sehenswürdigkeiten wie Orosh zu fördern. Diese Ansätze werden aber noch als sehr zaghaft beurteilt.
Das Dorf Orosh ist eines von 100 Dörfern, in denen die albanische Regierung gezielt den Tourismus fördern möchte. Es fehlt aber noch an touristischer Infrastruktur im Dorf.